# Posttraumatisk vækst
I psykologien er posttraumatisk vækst (PTG) en positiv psykologisk forandring, der opleves som et resultat af at kæmpe med meget udfordrende, meget stressende livsomstændigheder. Disse omstændigheder repræsenterer betydelige udfordringer for individets adaptive ressourcer og udgør betydelige udfordringer for individets måde at forstå verden på og deres plads i den. Posttraumatisk vækst involverer »livsforandrende« psykologiske skift i tænkning og relation til verden og selvet, der bidrager til en personlig forandringsproces, der er dybt meningsfuld.